# Formuła 1 Sezon 2012
Sezon 2012 Formuły 1 – 63. sezon o Mistrzostwo Świata Formuły 1. Po raz trzeci z rzędu triumfował Sebastian Vettel i jego zespół - Red Bull Racing.

## Prezentacje bolidów
| Samochód          | Data i miejsce prezentacji                                                |
| ----------------- | ------------------------------------------------------------------------- |
| Caterham CT01     | 26 stycznia 2012 – prezentacja zdjęć w serwisie Twitter                   |
| McLaren MP4-27    | 1 lutego 2012 – Woking, Wielka Brytania                                   |
| Ferrari F2012     | 3 lutego 2012 – bolid został zaprezentowany na oficjalnej stronie zespołu |
| Force India VJM05 | 3 lutego 2012 – Silverstone, Wielka Brytania                              |
| Lotus E20         | 5 lutego 2012 – bolid został zaprezentowany na oficjalnej stronie zespołu |
| Sauber C31        | 6 lutego 2012 – Jerez, Hiszpania                                          |
| Red Bull RB8      | 6 lutego 2012 – bolid został zaprezentowany na oficjalnej stronie zespołu |
| Toro Rosso STR7   | 6 lutego 2012 – Jerez, Hiszpania                                          |
| Williams FW34     | 7 lutego 2012 – Jerez, Hiszpania                                          |
| Mercedes F1 W03   | 21 lutego 2012 – Barcelona, Hiszpania                                     |
| Marussia MR01     | 5 marca 2012 – Silverstone, Wielka Brytania                               |
| HRT F112          | 5 marca 2012 – Barcelona, Hiszpania                                       |

## Lista startowa
Po sporze między FOTA, a FIA w pierwszej połowie 2009 roku, nowa umowa Concorde Agreement została podpisana dnia 1 sierpnia 2009 roku przez ówczesnego prezydenta FIA Maxa Mosleya i wszystkie ekipy z tamtego czasu. Nowa umowa przewiduje kontynuację warunków tej z 1998 i jest ważna do dnia 31 grudnia 2012 roku.
Lista została ułożona na podstawie oficjalnej listy startowej do Mistrzostw Świata Formuły 1 w sezonie 2012, opublikowanej przez FIA.
| Zespół                        | Konstruktor             | Samochód | Silnik (2.4l V8)  | Opony | Nr | Kierowcy wyścigowi | Rundy       | Kierowcy rezerwowi                          |
| ----------------------------- | ----------------------- | -------- | ----------------- | ----- | -- | ------------------ | ----------- | ------------------------------------------- |
| Red Bull Racing               | Red Bull Racing-Renault | RB8      | Renault RS27-2012 | P     | 1  | Sebastian Vettel   | 1–20        | Sébastien Buemi                             |
| Red Bull Racing               | Red Bull Racing-Renault | RB8      | Renault RS27-2012 | P     | 2  | Mark Webber        | 1–20        | Sébastien Buemi                             |
| Vodafone McLaren Mercedes     | McLaren-Mercedes        | MP4-27   | Mercedes FO 108Z  | P     | 3  | Jenson Button      | 1–20        | Gary Paffett Oliver Turvey                  |
| Vodafone McLaren Mercedes     | McLaren-Mercedes        | MP4-27   | Mercedes FO 108Z  | P     | 4  | Lewis Hamilton     | 1–20        | Gary Paffett Oliver Turvey                  |
| Scuderia Ferrari              | Ferrari                 | F2012    | Ferrari 056       | P     | 5  | Fernando Alonso    | 1–20        | Giancarlo Fisichella Marc Gené Davide Rigon |
| Scuderia Ferrari              | Ferrari                 | F2012    | Ferrari 056       | P     | 6  | Felipe Massa       | 1–20        | Giancarlo Fisichella Marc Gené Davide Rigon |
| Mercedes AMG Petronas F1 Team | Mercedes                | F1 W03   | Mercedes FO 108Z  | P     | 7  | Michael Schumacher | 1–20        | Sam Bird Brendon Hartley                    |
| Mercedes AMG Petronas F1 Team | Mercedes                | F1 W03   | Mercedes FO 108Z  | P     | 8  | Nico Rosberg       | 1–20        | Sam Bird Brendon Hartley                    |
| Lotus F1 Team                 | Lotus-Renault           | E20      | Renault RS27-2012 | P     | 9  | Kimi Räikkönen     | 1–20        | Jérôme d’Ambrosio                           |
| Lotus F1 Team                 | Lotus-Renault           | E20      | Renault RS27-2012 | P     | 10 | Romain Grosjean    | 1–12, 14–20 | Jérôme d’Ambrosio                           |
| Lotus F1 Team                 | Lotus-Renault           | E20      | Renault RS27-2012 | P     | 10 | Jérôme d’Ambrosio  | 13          | Jérôme d’Ambrosio                           |
| Sahara Force India F1 Team    | Force India-Mercedes    | VJM05    | Mercedes FO 108Z  | P     | 11 | Paul di Resta      | 1–20        | Jules Bianchi Gary Paffett                  |
| Sahara Force India F1 Team    | Force India-Mercedes    | VJM05    | Mercedes FO 108Z  | P     | 12 | Nico Hülkenberg    | 1–20        | Jules Bianchi Gary Paffett                  |
| Sauber F1 Team                | Sauber-Ferrari          | C31      | Ferrari 056       | P     | 14 | Kamui Kobayashi    | 1–20        | Esteban Gutiérrez                           |
| Sauber F1 Team                | Sauber-Ferrari          | C31      | Ferrari 056       | P     | 15 | Sergio Pérez       | 1–20        | Esteban Gutiérrez                           |
| Scuderia Toro Rosso           | STR-Ferrari             | STR7     | Ferrari 056       | P     | 16 | Daniel Ricciardo   | 1–20        | Sébastien Buemi                             |
| Scuderia Toro Rosso           | STR-Ferrari             | STR7     | Ferrari 056       | P     | 17 | Jean-Éric Vergne   | 1–20        | Sébastien Buemi                             |
| Williams F1 Team              | Williams-Renault        | FW34     | Renault RS27-2012 | P     | 18 | Pastor Maldonado   | 1–20        | Valtteri Bottas                             |
| Williams F1 Team              | Williams-Renault        | FW34     | Renault RS27-2012 | P     | 19 | Bruno Senna        | 1–20        | Valtteri Bottas                             |
| Caterham F1 Team              | Caterham-Renault        | CT01     | Renault RS27-2012 | P     | 20 | Heikki Kovalainen  | 1–20        | Giedo van der Garde Alexander Rossi         |
| Caterham F1 Team              | Caterham-Renault        | CT01     | Renault RS27-2012 | P     | 21 | Witalij Pietrow    | 1–20        | Giedo van der Garde Alexander Rossi         |
| HRT Formula 1 Team            | HRT-Cosworth            | F112     | Cosworth CA2012   | P     | 22 | Pedro de la Rosa   | 1–20        | Dani Clos Vitantonio Liuzzi                 |
| HRT Formula 1 Team            | HRT-Cosworth            | F112     | Cosworth CA2012   | P     | 23 | Narain Karthikeyan | 1–20        | Dani Clos Vitantonio Liuzzi                 |
| Marussia F1 Team              | Marussia-Cosworth       | MR01     | Cosworth CA2012   | P     | 24 | Timo Glock         | 1–20        | María de Villota Max Chilton                |
| Marussia F1 Team              | Marussia-Cosworth       | MR01     | Cosworth CA2012   | P     | 25 | Charles Pic        | 1–20        | María de Villota Max Chilton                |
| Zespół                        | Konstruktor             | Samochód | Silnik (2.4l V8)  | Opony | Nr | Kierowcy wyścigowi | Rundy       | Kierowcy rezerwowi                          |

### Piątkowi kierowcy
jeśli kierowca brał udział w piątkowym treningu, symbol oznacza, którego z kierowców wyścigowych zastąpił

udział kierowcy w całym weekendzie wyścigowym zaznaczono przez wytłuszczoną nazwę zespołu, w którym startował
| Kierowca            | Zespół      | Australia | Malezja |     | Bahrajn | Hiszpania | Monako | Kanada | Unia Europejska | Wielka Brytania | Niemcy | Węgry | Belgia | Włochy | Singapur | Japonia | Korea Południowa | Indie |     | Stany Zjednoczone | Brazylia |
| ------------------- | ----------- | --------- | ------- | --- | ------- | --------- | ------ | ------ | --------------- | --------------- | ------ | ----- | ------ | ------ | -------- | ------- | ---------------- | ----- | --- | ----------------- | -------- |
| Valtteri Bottas     | Williams    |           | SEN     | SEN | SEN     | SEN       |        |        | SEN             | SEN             | SEN    | SEN   | SEN    | SEN    |          | SEN     | SEN              | SEN   | SEN |                   | SEN      |
| Jules Bianchi       | Force India |           |         | DIR |         | DIR       |        |        | HUL             | HUL             | DIR    | HUL   |        | DIR    |          |         | HUL              |       | DIR |                   |          |
| Giedo van der Garde | Caterham    |           |         | PET |         |           |        |        |                 |                 |        |       |        |        |          | KOV     | PET              | KOV   | PET |                   | KOV      |
| Alexander Rossi     | Caterham    |           |         |     |         | KOV       |        |        |                 |                 |        |       |        |        |          |         |                  |       |     |                   |          |
| Dani Clos           | HRT         |           |         |     |         | KAR       |        |        |                 | KAR             | KAR    | KAR   | KAR    |        |          |         | KAR              |       |     |                   |          |
| Ma Qinghua          | HRT         |           |         |     |         |           |        |        |                 |                 |        |       |        | KAR    | KAR      |         |                  |       | KAR | KAR               |          |
| Esteban Gutiérrez   | Sauber      |           |         |     |         |           |        |        |                 |                 |        |       |        |        |          |         |                  | PER   |     |                   |          |
| Max Chilton         | Marussia    |           |         |     |         |           |        |        |                 |                 |        |       |        |        |          |         |                  |       | PIC |                   |          |

### Zmiany wśród zespołów

#### Caterham F1 Team
6 listopada 2011 roku FIA potwierdziła, że zespół Team Lotus–Renault wystartuje w sezonie 2012 pod nazwą Caterham F1 Team. Zmiana nazwy jest związana z zacieśnieniem współpracy z brytyjskim koncernem samochodowym Caterham Cars, lecz zespół będzie dalej jeździł z malezyjską licencją.

#### HRT F1 Team
14 grudnia 2011 roku zespół HRT poinformował, że dotychczasowy szef – Colin Kolles odszedł ze stajni za porozumieniem stron. Następnego dnia ogłoszono nowego szefa zespołu, którym został były kierowca Minardi – Luis Pérez-Sala. Ze zmianą szefa stajni była związana przeprowadzka zespołu do Walencji. Zanim jednak zespół zdążył zadomowić się w tym nadmorskim mieście, kierownictwo ogłosiło, w lutym 2012 roku przeniesienie siedziby do hali Caja Magica w Madrycie.

#### Lotus F1 Team
6 listopada 2011 roku FIA potwierdziła, że zespół Lotus Renault GP wystartuje w sezonie 2012 pod nazwą Lotus F1 Team. Pomimo tego, że Renault nie jest już współwłaścicielem Lotus F1 Team, francuski koncern wciąż pozostaje sponsorem brytyjskiego zespołu. Współpraca odnosi się do systemu KERS i silnika V6 turbo, który wejdzie do użytku w 2014 roku. Brytyjski zespół otrzymuje także 30% zniżkę przy zakupie jednostki napędowej Renault.

#### Mercedes F1 Team
W grudniu 2011 roku zespół Mercedes ogłosił dodanie do nazwy zespołu członu "AMG". Tym samym pełna nazwa zespołu brzmi: Mercedes AMG Petronas Formula 1 Team. AMG jest marką, należącą do koncernu Mercedes-Benz od przeszło czterdziestu lat i zajmuje się głównie tuningiem samochodów osobowych Mercedesa.

#### Marussia F1 Team
W lipcu 2011 roku zespół Marussia ogłosił nawiązanie partnerstwa z zespołem McLaren. Umowa ta da zespołowi dostęp do obiektów McLarena, wliczając w to stanowiska testowe, symulatory, technologię komputerową i tunel aerodynamiczny. Poza nawiązaniem współpracy z McLarenem, zespół nabył jednocześnie utworzoną przez Nicka Wirtha na potrzeby F1 firmę Wirth Racing Technologies i jej obiekty w Banbury, aby stworzyć tam swoją bazę techniczną na przyszłość. 6 listopada 2011 roku FIA potwierdziła, że zespół Marussia Virgin Racing wystartuje w sezonie 2012 pod nazwą Marussia F1 Team. Pomimo zniknięcia z nazwy członu Virgin, konsorcjum Richarda Bransona pozostaje głównym sponsorem zespołu.

#### Sahara Force India F1 Team
Zespół Force India został zgłoszony do sezonu z nazwą, do której został dodany człon Sahara, pochodzący od nazwy indyjskiej grupy Sahara – głównego sponsora i udziałowcy zespołu.

#### Williams F1
W czerwcu 2011 roku zespół Williams ogłosił, że w latach 2012 – 2013 będzie korzystał z silników Renault, z możliwością przedłużenia umowy na sezon 2014. Williams stał się tym samym czwartym zespołem korzystającym z jednostek napędowych francuskiego koncernu. 4 stycznia 2012 roku zespół ogłosił zakończenie współpracy z amerykańską firmą telekomunikacyjną AT&T.

### Zmiany wśród kierowców

#### Przed sezonem
Caterham F1 Team
- Zeszłoroczny kierowca Lotus Renault GP – Rosjanin Witalij Pietrow zastąpił Jarno Trullego za kierownicą bolidu Caterhama. Tym samym pierwszy raz od 1970 roku żaden Włoch nie znalazł się w stawce na starcie sezonu Formuły 1[52].
- Dotychczasowy kierowca serii GP2 – Holender Giedo van der Garde został ogłoszony kierowcą testowym Caterham F1 Team[50]. To samo stanowisko objął także amerykański kierowca Alexander Rossi, znany z występów w World Series by Renault[51].

Sahara Force India F1 Team
- Dnia 16 grudnia 2011 roku zespół ogłosił skład kierowców. Zostali nimi: Paul di Resta i dotychczasowy kierowca testowy zespołu – Nico Hülkenberg. Tym samym po sześciu latach współpracy ze stajnią rozstał się Niemiec Adrian Sutil[40].
- Dotychczasowy kierowca testowy Ferrari oraz kierowca serii GP2 – Francuz Jules Bianchi został kierowcą testowym Force India[41].

HRT F1 Team
- Hiszpan Pedro de la Rosa powrócił do startów w Formule 1 po tym, jak podpisał dwuletni kontrakt z zespołem HRT[54].
- Narain Karthikeyan podpisał kontrakt kierowcy wyścigowego z zespołem. Tym samym jest on pierwszym kierowcą, który utrzymał wakat w zespole HRT przez dłużej niż jeden sezon[57].
- Hiszpan Dani Clos, dotychczasowy kierowca serii GP2, został ogłoszony kierowcą testowym zespołu HRT F1 Team[55].

Lotus F1 Team
- Fin Kimi Räikkönen postanowił powrócić do wyścigów Formuły 1. Były mistrz świata z sezonu 2007 po nieudanych konsultacjach z Williamsem podpisał kontrakt z zespołem Lotus[33].
- Były kierowca Renault, mistrz serii GP2 z sezonu 2011, Francuz Romain Grosjean uzupełnił skład kierowców zespołu z Enstone[35].
- Zeszłoroczny etatowy kierowca zespołu Virgin, Belg Jérôme d’Ambrosio został kierowcą testowym zespołu Lotus F1 Team[34].

Marussia F1 Team
- Dotychczasowy kierowca serii GP2, Francuz Charles Pic został ogłoszony kierowcą wyścigowym rosyjskiego zespołu Marussia[61].
- 7 marca 2012 roku Hiszpanka María de Villota została ogłoszona kierowcą testowym zespołu Marussia[59].

Red Bull Racing/Scuderia Toro Rosso
- Szwajcar Sébastien Buemi, z którym zespół Scuderia Toro Rosso nie przedłużył kontraktu, został ogłoszony kierowcą testowym obu ekip sponsorowanych przez Red Bulla[18].

Scuderia Toro Rosso
- Zespół Scuderia Toro Rosso zdecydował się nie przedłużać kontraktów z żadnym ze swych kierowców etatowych. Podpisano więc kontrakty z dwoma swymi zeszłorocznymi testerami: Australijczykiem Danielem Ricciardo i Francuzem Jeanem-Éric Vergne[43].

Williams F1
- Były kierowca wyścigowy zespołu Lotus Renault GP, Brazylijczyk Bruno Senna został ogłoszony kierowcą wyścigowym zespołu Williams[48].

#### W trakcie sezonu
Lotus F1 Team
- Romain Grosjean otrzymał karę zawieszenia na jeden wyścig za spowodowanie niebezpiecznego wypadku na starcie GP Belgii. W związku z tym jego miejsce podczas GP Włoch zajął kierowca testowy zespołu Lotus Belg Jérôme d’Ambrosio[37].

Marussia F1 Team
- Przed Grand Prix Singapuru Max Chilton ogłoszony został kierowcą rezerwowym zespołu[60].

## Kalendarz

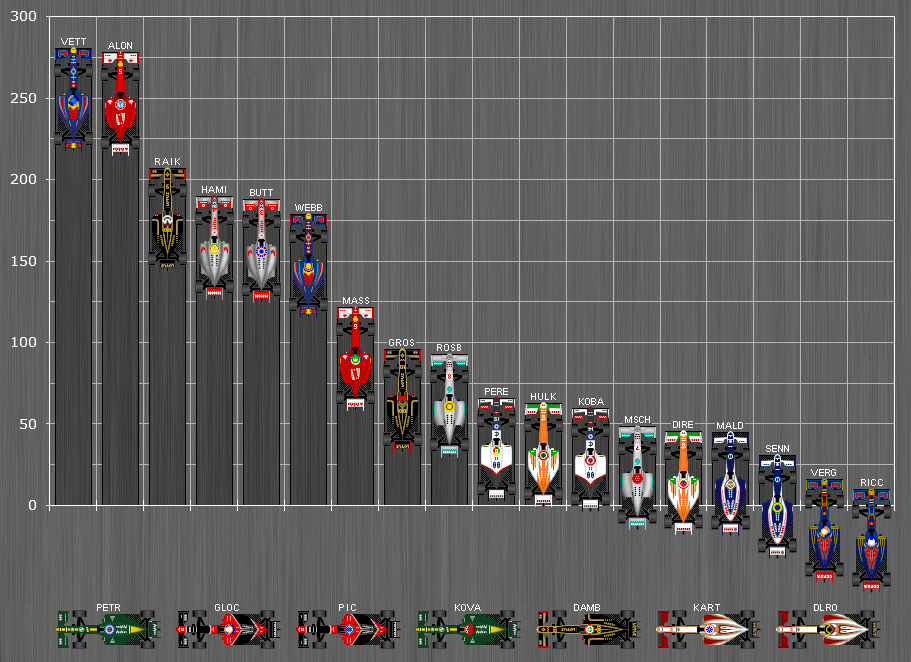
Klasyfikacja generalna przedstawiona w formie graficznej

Lista przedstawia oficjalny kalendarz Światowej Rady Sportów Motorowych FIA z dnia 7 grudnia 2011. Mimo wcześniejszych wątpliwości co do obecności w nim GP Stanów Zjednoczonych – wyścig ten został w nim zawarty z zastrzeżeniem, iż tor musi uzyskać homologację.
| Grand Prix Australii Qantas Australian Grand Prix | Grand Prix Australii Qantas Australian Grand Prix | Grand Prix Australii Qantas Australian Grand Prix | Grand Prix Australii Qantas Australian Grand Prix |
| ------------------------------------------------- | ------------------------------------------------- | --- | --- |
| 1. 859.                                           | Szczegółowy rezultat                              | Data: 16 – 18 marca · Długość: 307,574 km · Liczba okrążeń: 58 · Zwycięzca z 2011 r.: S. Vettel (Red Bull) · Tor: Albert Park Circuit · Miejsce: Australia, Melbourne · Czas UTC: 7:00 · Czas lokalny: 16:00 | Zwycięzca 1. treningu: J. Button (McLaren) Zwycięzca 2. treningu: M. Schumacher (Mercedes) Zwycięzca 3. treningu: L. Hamilton (McLaren) Pole position: L. Hamilton (McLaren) Zwycięzca: J. Button (McLaren) 2. miejsce: S. Vettel (Red Bull) 3. miejsce: L. Hamilton (McLaren) Najszybsze okrążenie: J. Button (McLaren) |

| Grand Prix Malezji Petronas Malaysian Grand Prix | Grand Prix Malezji Petronas Malaysian Grand Prix | Grand Prix Malezji Petronas Malaysian Grand Prix | Grand Prix Malezji Petronas Malaysian Grand Prix |
| ------------------------------------------------ | ------------------------------------------------ | --- | --- |
| 2. 860.                                          | Szczegółowy rezultat                             | Data: 23 – 25 marca · Długość: 310,408 km · Liczba okrążeń: 56 · Zwycięzca z 2011 r.: S. Vettel (Red Bull) · Tor: Sepang International Circuit · Miejsce: Malezja, Kuala Lumpur · Czas UTC: 10:00 · Czas lokalny: 16:00 | Zwycięzca 1. treningu: L. Hamilton (McLaren) Zwycięzca 2. treningu: L. Hamilton (McLaren) Zwycięzca 3. treningu: N. Rosberg (Mercedes) Pole position: L. Hamilton (McLaren) Zwycięzca: F. Alonso (Ferrari) 2. miejsce: S. Pérez (Sauber) 3. miejsce: L. Hamilton (McLaren) Najszybsze okrążenie: K. Räikkönen (Lotus) |

| Grand Prix Chin UBS Chinese Grand Prix | Grand Prix Chin UBS Chinese Grand Prix | Grand Prix Chin UBS Chinese Grand Prix | Grand Prix Chin UBS Chinese Grand Prix |
| -------------------------------------- | -------------------------------------- | --- | --- |
| 3. 861.                                | Szczegółowy rezultat                   | Data: 13 – 15 kwietnia · Długość: 305,066 km · Liczba okrążeń: 56 · Zwycięzca z 2011 r.: L. Hamilton (McLaren) · Tor: Shanghai International Circuit · Miejsce: Chiny, Szanghaj · Czas UTC: 9:00 · Czas lokalny: 15:00 | Zwycięzca 1. treningu: L. Hamilton (McLaren) Zwycięzca 2. treningu: M. Schumacher (Mercedes) Zwycięzca 3. treningu: L. Hamilton (McLaren) Pole position: N. Rosberg (Mercedes) Zwycięzca: N. Rosberg (Mercedes) 2. miejsce: J. Button (McLaren) 3. miejsce: L. Hamilton (McLaren) Najszybsze okrążenie: K. Kobayashi (Sauber) |

| Grand Prix Bahrajnu Gulf Air Bahrain Grand Prix | Grand Prix Bahrajnu Gulf Air Bahrain Grand Prix | Grand Prix Bahrajnu Gulf Air Bahrain Grand Prix | Grand Prix Bahrajnu Gulf Air Bahrain Grand Prix |
| ----------------------------------------------- | ----------------------------------------------- | --- | --- |
| 4. 862.                                         | Szczegółowy rezultat                            | Data: 20 – 22 kwietnia · Długość: 308,769 km · Liczba okrążeń: 57 · Zwycięzca z 2010 r.: F. Alonso (Ferrari) · Tor: Bahrain International Circuit · Miejsce: Bahrajn, Manama · Czas UTC: 13:00 · Czas lokalny: 15:00 | Zwycięzca 1. treningu: L. Hamilton (McLaren) Zwycięzca 2. treningu: N. Rosberg (Mercedes) Zwycięzca 3. treningu: N. Rosberg (Mercedes) Pole position: S. Vettel (Red Bull) Zwycięzca: S. Vettel (Red Bull) 2. miejsce: K. Räikkönen (Lotus) 3. miejsce: R. Grosjean (Lotus) Najszybsze okrążenie: S. Vettel (Red Bull) |

| Grand Prix Hiszpanii Gran Premio de España Santander | Grand Prix Hiszpanii Gran Premio de España Santander | Grand Prix Hiszpanii Gran Premio de España Santander | Grand Prix Hiszpanii Gran Premio de España Santander |
| ---------------------------------------------------- | ---------------------------------------------------- | --- | --- |
| 5. 863.                                              | Szczegółowy rezultat                                 | Data: 11 – 13 maja · Długość: 307,104 km · Liczba okrążeń: 66 · Zwycięzca z 2011 r.: S. Vettel (Red Bull) · Tor: Circuit de Catalunya · Miejsce: Hiszpania, Barcelona · Czas UTC: 14:00 · Czas lokalny: 14:00 | Zwycięzca 1. treningu: F. Alonso (Ferrari) Zwycięzca 2. treningu: J. Button (McLaren) Zwycięzca 3. treningu: S. Vettel (Red Bull) Pole position: P. Maldonado (Williams) Zwycięzca: P. Maldonado (Williams) 2. miejsce: F. Alonso (Ferrari) 3. miejsce: K. Räikkönen (Lotus) Najszybsze okrążenie: R. Grosjean (Lotus) |

| Grand Prix Monako Grand Prix de Monaco | Grand Prix Monako Grand Prix de Monaco | Grand Prix Monako Grand Prix de Monaco | Grand Prix Monako Grand Prix de Monaco |
| -------------------------------------- | -------------------------------------- | --- | --- |
| 6. 864.                                | Szczegółowy rezultat                   | Data: 25 – 27 maja · Długość: 260,520 km · Liczba okrążeń: 78 · Zwycięzca z 2011 r.: S. Vettel (Red Bull) · Tor: Circuit de Monaco · Miejsce: Monako, Monte Carlo · Czas UTC: 14:00 · Czas lokalny: 14:00 | Zwycięzca 1. treningu: F. Alonso (Ferrari) Zwycięzca 2. treningu: J. Button (McLaren) Zwycięzca 3. treningu: N. Rosberg (Mercedes) Pole position: M. Webber (Red Bull) Zwycięzca: M. Webber (Red Bull) 2. miejsce: N. Rosberg (Mercedes) 3. miejsce: F. Alonso (Ferrari) Najszybsze okrążenie: S. Pérez (Sauber) |

| Grand Prix Kanady Grand Prix du Canada | Grand Prix Kanady Grand Prix du Canada | Grand Prix Kanady Grand Prix du Canada | Grand Prix Kanady Grand Prix du Canada |
| -------------------------------------- | -------------------------------------- | --- | --- |
| 7. 865.                                | Szczegółowy rezultat                   | Data: 8 – 10 czerwca · Długość: 305,270 km · Liczba okrążeń: 70 · Zwycięzca z 2011 r.: J. Button (McLaren) · Tor: Circuit Gilles Villeneuve · Miejsce: Kanada, Montreal · Czas UTC: 19:00 · Czas lokalny: 13:00 | Zwycięzca 1. treningu: L. Hamilton (McLaren) Zwycięzca 2. treningu: L. Hamilton (McLaren) Zwycięzca 3. treningu: S. Vettel (Red Bull) Pole position: S. Vettel (Red Bull) Zwycięzca: L. Hamilton (McLaren) 2. miejsce: R. Grosjean (Lotus) 3. miejsce: S. Pérez (Sauber) Najszybsze okrążenie: S. Vettel (Red Bull) |

| Grand Prix Europy Grand Prix of Europe | Grand Prix Europy Grand Prix of Europe | Grand Prix Europy Grand Prix of Europe | Grand Prix Europy Grand Prix of Europe |
| -------------------------------------- | -------------------------------------- | --- | --- |
| 8. 866.                                | Szczegółowy rezultat                   | Data: 22 – 24 czerwca · Długość: 308,883 km · Liczba okrążeń: 57 · Zwycięzca z 2011 r.: S. Vettel (Red Bull) · Tor: Valencia Street Circuit · Miejsce: Hiszpania, Walencja · Czas UTC: 14:00 · Czas lokalny: 14:00 | Zwycięzca 1. treningu: P. Maldonado (Williams) Zwycięzca 2. treningu: S. Vettel (Red Bull) Zwycięzca 3. treningu: J. Button (McLaren) Pole position: S. Vettel (Red Bull) Zwycięzca: F. Alonso (Ferrari) 2. miejsce: K. Räikkönen (Lotus) 3. miejsce: M. Schumacher (Mercedes) Najszybsze okrążenie: N. Rosberg (Mercedes) |

| Grand Prix Wielkiej Brytanii Santander British Grand Prix | Grand Prix Wielkiej Brytanii Santander British Grand Prix | Grand Prix Wielkiej Brytanii Santander British Grand Prix | Grand Prix Wielkiej Brytanii Santander British Grand Prix |
| --------------------------------------------------------- | --------------------------------------------------------- | --- | --- |
| 9. 867.                                                   | Szczegółowy rezultat                                      | Data: 6 – 8 lipca · Długość: 306,747 km · Liczba okrążeń: 52 · Zwycięzca z 2011r.: F. Alonso (Ferrari) · Tor: Silverstone Circuit · Miejsce: Wielka Brytania, Silverstone · Czas UTC: 14:00 · Czas lokalny: 13:00 | Zwycięzca 1. treningu: R. Grosjean (Lotus) Zwycięzca 2. treningu: L. Hamilton (McLaren) Zwycięzca 3. treningu: F. Alonso (Ferrari) Pole position: F. Alonso (Ferrari) Zwycięzca: M. Webber (Red Bull) 2. miejsce: F. Alonso (Ferrari) 3. miejsce: S. Vettel (Red Bull) Najszybsze okrążenie: K. Räikkönen (Lotus) |

| Grand Prix Niemiec Großer Preis Santander von Deutschland | Grand Prix Niemiec Großer Preis Santander von Deutschland | Grand Prix Niemiec Großer Preis Santander von Deutschland | Grand Prix Niemiec Großer Preis Santander von Deutschland |
| --------------------------------------------------------- | --------------------------------------------------------- | --- | --- |
| 10. 868.                                                  | Szczegółowy rezultat                                      | Data: 20 – 22 lipca · Długość: 306,458 km · Liczba okrążeń: 67 · Zwycięzca z 2011 r.: L. Hamilton (McLaren) (na Nürburgringu) · Tor: Hockenheimring · Miejsce: Niemcy, Hockenheim · Czas UTC: 14:00 · Czas lokalny: 14:00 | Zwycięzca 1. treningu: J. Button (McLaren) Zwycięzca 2. treningu: P. Maldonado (Williams) Zwycięzca 3. treningu: F. Alonso (Ferrari) Pole position: F. Alonso (Ferrari) Zwycięzca: F. Alonso (Ferrari) 2. miejsce: J. Button (McLaren) 3. miejsce: K. Räikkönen (Lotus) Najszybsze okrążenie: M. Schumacher (Mercedes) |

| Grand Prix Węgier Eni Magyar Nagydíj | Grand Prix Węgier Eni Magyar Nagydíj | Grand Prix Węgier Eni Magyar Nagydíj | Grand Prix Węgier Eni Magyar Nagydíj |
| ------------------------------------ | ------------------------------------ | --- | --- |
| 11. 869.                             | Szczegółowy rezultat                 | Data: 27 – 29 lipca · Długość: 306,630 km · Liczba okrążeń: 70 · Zwycięzca z 2011 r.: J. Button (McLaren) · Tor: Hungaroring · Miejsce: Węgry, Budapeszt · Czas UTC:14:00 · Czas lokalny: 14:00 | Zwycięzca 1. treningu: L. Hamilton (McLaren) Zwycięzca 2. treningu: L. Hamilton (McLaren) Zwycięzca 3. treningu: M. Webber (Red Bull) Pole position: L. Hamilton (McLaren) Zwycięzca: L. Hamilton (McLaren) 2. miejsce: K. Räikkönen (Lotus) 3. miejsce: R. Grosjean (Lotus) Najszybsze okrążenie: S. Vettel (Red Bull) |

| Grand Prix Belgii Shell Belgian Grand Prix | Grand Prix Belgii Shell Belgian Grand Prix | Grand Prix Belgii Shell Belgian Grand Prix | Grand Prix Belgii Shell Belgian Grand Prix |
| ------------------------------------------ | ------------------------------------------ | --- | --- |
| 12. 870.                                   | Szczegółowy rezultat                       | Data: 31 sierpnia – 2 września · Długość: 308,052 km · Liczba okrążeń: 44 · Zwycięzca z 2011r.: S. Vettel (Red Bull) · Tor: Circuit de Spa-Francorchamps · Miejsce: Belgia, Stavelot · Czas UTC: 14:00 · Czas lokalny: 14:00 | Zwycięzca 1. treningu: K. Kobayashi (Sauber) Zwycięzca 2. treningu: C. Pic (Marussia) Zwycięzca 3. treningu: F. Alonso (Ferrari) Pole position: J. Button (McLaren) Zwycięzca: J. Button (McLaren) 2. miejsce: S. Vettel (Red Bull) 3. miejsce: K. Räikkönen (Lotus) Najszybsze okrążenie: B. Senna (Williams) |

| Grand Prix Włoch Gran Premio Santander d’Italia | Grand Prix Włoch Gran Premio Santander d’Italia | Grand Prix Włoch Gran Premio Santander d’Italia | Grand Prix Włoch Gran Premio Santander d’Italia |
| ----------------------------------------------- | ----------------------------------------------- | --- | --- |
| 13. 871.                                        | Szczegółowy rezultat                            | Data: 7 – 9 września · Długość: 306,720 km · Liczba okrążeń: 53 · Zwycięzca z 2011 r.: S. Vettel (Red Bull) · Tor: Autodromo Nazionale di Monza · Miejsce: Włochy, Monza · Czas UTC: 14:00 · Czas lokalny: 14:00 | Zwycięzca 1. treningu: M. Schumacher (Mercedes) Zwycięzca 2. treningu: L. Hamilton (McLaren) Zwycięzca 3. treningu: L. Hamilton (McLaren) Pole position: L. Hamilton (McLaren) Zwycięzca: L. Hamilton (McLaren) 2. miejsce: S. Pérez (Sauber) 3. miejsce: F. Alonso (Ferrari) Najszybsze okrążenie: N. Rosberg (Mercedes) |

| Grand Prix Singapuru1 Sing Tel Singapore Grand Prix | Grand Prix Singapuru1 Sing Tel Singapore Grand Prix | Grand Prix Singapuru1 Sing Tel Singapore Grand Prix | Grand Prix Singapuru1 Sing Tel Singapore Grand Prix |
| --------------------------------------------------- | --------------------------------------------------- | --- | --- |
| 14. 872.                                            | Szczegółowy rezultat                                | Data: 21 – 23 września · Długość: 309,316 km · Liczba okrążeń: 61 · Zwycięzca z 2011r.: S. Vettel (Red Bull) · Tor: Marina Bay Street Circuit · Miejsce: Singapur, Singapur · Czas UTC: 14:00 · Czas lokalny: 20:00 | Zwycięzca 1. treningu: S. Vettel (Red Bull) Zwycięzca 2. treningu: S. Vettel (Red Bull) Zwycięzca 3. treningu: S. Vettel (Red Bull) Pole position: L. Hamilton (McLaren) Zwycięzca: S. Vettel (Red Bull) 2. miejsce: J. Button (McLaren) 3. miejsce: F. Alonso (Ferrari) Najszybsze okrążenie: N. Hülkenberg (Force India) |

| Grand Prix Japonii Japanese Grand Prix | Grand Prix Japonii Japanese Grand Prix | Grand Prix Japonii Japanese Grand Prix | Grand Prix Japonii Japanese Grand Prix |
| -------------------------------------- | -------------------------------------- | --- | --- |
| 15. 873.                               | Szczegółowy rezultat                   | Data: 5 – 7 października · Długość: 307,471 km · Liczba okrążeń: 53 · Zwycięzca z 2011r.: J. Button (McLaren) · Tor: Suzuka International Racing Course · Miejsce: Japonia, Suzuka · Czas UTC: 8:00 · Czas lokalny: 15:00 | Zwycięzca 1. treningu: J. Button (McLaren) Zwycięzca 2. treningu: M. Webber (Red Bull) Zwycięzca 3. treningu: S. Vettel (Red Bull) Pole position: S. Vettel (Red Bull) Zwycięzca: S. Vettel (Red Bull) 2. miejsce: F. Massa (Ferrari) 3. miejsce: K. Kobayashi (Sauber) Najszybsze okrążenie: S. Vettel (Red Bull) |

| Grand Prix Korei Południowej Korean Grand Prix | Grand Prix Korei Południowej Korean Grand Prix | Grand Prix Korei Południowej Korean Grand Prix | Grand Prix Korei Południowej Korean Grand Prix |
| ---------------------------------------------- | ---------------------------------------------- | --- | --- |
| 16. 874.                                       | Szczegółowy rezultat                           | Data: 12 – 14 października · Długość: 309,155 km · Liczba okrążeń: 55 · Zwycięzca z 2011 r.: S. Vettel (Red Bull) · Tor: Korean International Circuit · Miejsce: Korea Południowa, Yeongam · Czas UTC: 8:00 · Czas lokalny: 15:00 | Zwycięzca 1. treningu: L. Hamilton (McLaren) Zwycięzca 2. treningu: S. Vettel (Red Bull) Zwycięzca 3. treningu: S. Vettel (Red Bull) Pole position: M. Webber (Red Bull) Zwycięzca: S. Vettel (Red Bull) 2. miejsce: M. Webber (Red Bull) 3. miejsce: F. Alonso (Ferrari) Najszybsze okrążenie: M. Webber (Red Bull) |

| Grand Prix Indii Airtel Grand Prix of India | Grand Prix Indii Airtel Grand Prix of India | Grand Prix Indii Airtel Grand Prix of India | Grand Prix Indii Airtel Grand Prix of India |
| ------------------------------------------- | ------------------------------------------- | --- | --- |
| 17. 875.                                    | Szczegółowy rezultat                        | Data: 26 – 28 października · Długość: 308,220 km · Liczba okrążeń: 60 · Zwycięzca z 2011r: S. Vettel (Red Bull) · Tor: Buddh International Circuit · Miejsce: Indie, Nowe Delhi · Czas UTC: 10:30 · Czas lokalny: 15:00 | Zwycięzca 1. treningu: S. Vettel (Red Bull) Zwycięzca 2. treningu: S. Vettel (Red Bull) Zwycięzca 3. treningu: S. Vettel (Red Bull) Pole position: S. Vettel (Red Bull) Zwycięzca: S. Vettel (Red Bull) 2. miejsce: F. Alonso (Ferrari) 3. miejsce: M. Webber (Red Bull) Najszybsze okrążenie: J. Button (McLaren) |

| Grand Prix Abu Zabi2 Etihad Airways Abu Dhabi Grand Prix | Grand Prix Abu Zabi2 Etihad Airways Abu Dhabi Grand Prix | Grand Prix Abu Zabi2 Etihad Airways Abu Dhabi Grand Prix | Grand Prix Abu Zabi2 Etihad Airways Abu Dhabi Grand Prix |
| -------------------------------------------------------- | -------------------------------------------------------- | --- | --- |
| 18. 876.                                                 | Szczegółowy rezultat                                     | Data: 2 – 4 listopada · Długość: 305,361 km · Liczba okrążeń: 55 · Zwycięzca z 2011r.: L. Hamilton (McLaren) · Tor: Yas Marina Circuit · Miejsce: Zjednoczone Emiraty Arabskie, Abu Zabi · Czas UTC: 14:00 · Czas lokalny: 17:00 | Zwycięzca 1. treningu: L. Hamilton (McLaren) Zwycięzca 2. treningu: S. Vettel (Red Bull) Zwycięzca 3. treningu: L. Hamilton (McLaren) Pole position: L. Hamilton (McLaren) Zwycięzca: K. Räikkönen (Lotus) 2. miejsce: F. Alonso (Ferrari) 3. miejsce: S. Vettel (Red Bull) Najszybsze okrążenie: S. Vettel (Red Bull) |

| Grand Prix Stanów Zjednoczonych United States Grand Prix | Grand Prix Stanów Zjednoczonych United States Grand Prix | Grand Prix Stanów Zjednoczonych United States Grand Prix | Grand Prix Stanów Zjednoczonych United States Grand Prix |
| -------------------------------------------------------- | -------------------------------------------------------- | --- | --- |
| 19. 877.                                                 | Szczegółowy rezultat                                     | Data: 16 – 18 listopada · Długość: 308,896 km · Liczba okrążeń: 56 · Zwycięzca z 2007r.: L. Hamilton (McLaren) (na Indianapolis) · Tor: Circuit of the Americas · Miejsce: Stany Zjednoczone, Austin · Czas UTC: 20:00 · Czas lokalny: 13:00 | Zwycięzca 1. treningu: S. Vettel (Red Bull) Zwycięzca 2. treningu: S. Vettel (Red Bull) Zwycięzca 3. treningu: S. Vettel (Red Bull) Pole position: S. Vettel (Red Bull) Zwycięzca: L. Hamilton (McLaren) 2. miejsce: S. Vettel (Red Bull) 3. miejsce: F. Alonso (Ferrari) Najszybsze okrążenie: S. Vettel (Red Bull) |

| Grand Prix Brazylii Grande Prêmio Petrobras do Brasil | Grand Prix Brazylii Grande Prêmio Petrobras do Brasil | Grand Prix Brazylii Grande Prêmio Petrobras do Brasil | Grand Prix Brazylii Grande Prêmio Petrobras do Brasil |
| ----------------------------------------------------- | ----------------------------------------------------- | --- | --- |
| 20. 878.                                              | Szczegółowy rezultat                                  | Data: 23 – 25 listopada · Długość: 305,909 km · Liczba okrążeń: 71 · Zwycięzca z 2011r.: M. Webber (Red Bull) · Tor: Autódromo José Carlos Pace · Miejsce: Brazylia, São Paulo · Czas UTC: 17:00 · Czas lokalny: 14:00 | Zwycięzca 1. treningu: L. Hamilton (McLaren) Zwycięzca 2. treningu: L. Hamilton (McLaren) Zwycięzca 3. treningu: J. Button (McLaren) Pole position: L. Hamilton (McLaren) Zwycięzca: J. Button (McLaren) 2. miejsce: F. Alonso (Ferrari) 3. miejsce: F. Massa (Ferrari) Najszybsze okrążenie: L. Hamilton (McLaren) |

1 Wyścig nocny – rozgrywany przy sztucznym oświetleniu.

2 Wyścig dzienno-nocny – start wyścigu rozegrany zostanie przed zachodem słońca, a zawodnicy przyjadą na metę przy ciemnym niebie. Oświetlenie zostanie włączone przed wyścigiem.

## Zmiany

### W kalendarzu
- Zgodnie z umową pomiędzy torami Hockenheimring i Nürburgring Grand Prix Niemiec odbędzie się na pierwszym z nich.
- W kalendarzu zabrakło obecnego w poprzednich latach wyścigu o GP Turcji.

### W przepisach
- Zniesiony zostanie przepis zakazujący testowania bolidów w trakcie sezonu, wprowadzony w sezonie 2009. Testy zostaną przeprowadzone 1 maja 2012 na włoskim torze Mugello.
- Zakazane zostaną tzw. "dmuchane dyfuzory", dzięki którym docisk aerodynamiczny tworzony był nawet w momencie, gdy przepustnica nie była otwarta. Przepisy sezonu 2012 dokładnie określają wielkość i kształt wydechu.
- Obniżono końcówkę nosa do 550 mm, co skutkowało charakterystycznym "stopniem" znajdującym się we wszystkich bolidach z wyjątkiem konstrukcji McLarena i Marussii. Zabieg ten ma zapobiec incydentom podobnym do tego z GP Abu Zabi z 2010 roku, kiedy to Włoch Vitantonio Liuzzi z zespołu Force India wjechał w obrócony przeciwnie do kierunku jazdy pojazd Mercedesa Niemca Michaela Schumachera, o mało nie doprowadzając do tragedii.
- Zakaz zmiany "mapowania" jednostki napędowej pomiędzy kwalifikacjami a wyścigiem.

## Klasyfikacje
| Legenda oznaczeń w tabelach wyników Wyświetl szablon na nowej stronie | Legenda oznaczeń w tabelach wyników Wyświetl szablon na nowej stronie                                                                     |
| Oznaczenie                                                            | Wyjaśnienie |
| --------------------------------------------------------------------- | --- |
| Złoty                                                                 | Zwycięzca lub mistrzostwo |
| Srebrny                                                               | 2. miejsce lub wicemistrzostwo |
| Brązowy                                                               | 3. miejsce lub II wicemistrzostwo |
| Zielony                                                               | Ukończył, punktował (w klasyfikacji generalnej, gdy zdobył co najmniej jeden punkt na przestrzeni sezonu, poza trzema powyższymi opcjami) |
| Niebieski                                                             | Ukończył, nie punktował (w klasyfikacji generalnej, gdy nie zdobył co najmniej jednego punktu na przestrzeni sezonu)                      |
| Czerwony                                                              | Nie zakwalifikował się (NZ) |
| Czerwony                                                              | Nie prekwalifikował się (NPK) |
| Różowy                                                                | Nie ukończył (NU) |
| Różowy                                                                | Niesklasyfikowany (NS) (w klasyfikacji generalnej, gdy nie został sklasyfikowany w żadnym wyścigu sezonu)                                 |
| Czarny                                                                | Zdyskwalifikowany (DK) |
| Czarny                                                                | Wykluczony (WYK/EX) |
| Biały                                                                 | Nie wystartował (NW) |
| Biały                                                                 | Kontuzjowany (K/INJ) |
| Biały                                                                 | Wyścig odwołany (OD/C) |
| Bez koloru                                                            | Został wycofany (WYC/WD) |
| Bez koloru                                                            | Nie przybył (NP/DNA) |
| Bez koloru                                                            | Nie brał udziału w treningach (NT/DNP) |
| Bez koloru                                                            | Nie został zgłoszony (–) |
| Pogrubienie                                                           | Start z pole position |
| Kursywa                                                               | Najszybsze okrążenie wyścigu |
| †                                                                     | Nie ukończył, ale jego rezultat został zaliczony ze względu na przejechanie więcej niż 90% dystansu wyścigu.                              |
| *                                                                     | Sezon w trakcie |
| 1/2/3                                                                 | Punktowana pozycja w sprincie |
| Lista systemów punktacji Formuły 1                                    | |

### Kierowcy
| Poz. | Kierowca           | Zespół      | Australia | Malezja |    | Bahrajn | Hiszpania | Monako | Kanada | Unia Europejska | Wielka Brytania | Niemcy | Węgry | Belgia | Włochy | Singapur | Japonia | Korea Południowa | Indie |    | Stany Zjednoczone | Brazylia | Punkty |
| ---- | ------------------ | ----------- | --------- | ------- | -- | ------- | --------- | ------ | ------ | --------------- | --------------- | ------ | ----- | ------ | ------ | -------- | ------- | ---------------- | ----- | -- | ----------------- | -------- | ------ |
| 1    | Sebastian Vettel   | Red Bull    | 2         | 11      | 5  | 1       | 6         | 4      | 4      | NU              | 3               | 5      | 4     | 2      | 22†    | 1        | 1       | 1                | 1     | 3  | 2                 | 6        | 281    |
| 2    | Fernando Alonso    | Ferrari     | 5         | 1       | 9  | 7       | 2         | 3      | 5      | 1               | 2               | 1      | 5     | NU     | 3      | 3        | NU      | 3                | 2     | 2  | 3                 | 2        | 278    |
| 3    | Kimi Räikkönen     | Lotus       | 7         | 5       | 14 | 2       | 3         | 9      | 8      | 2               | 5               | 3      | 2     | 3      | 5      | 6        | 6       | 5                | 7     | 1  | 6                 | 10       | 207    |
| 4    | Lewis Hamilton     | McLaren     | 3         | 3       | 3  | 8       | 8         | 5      | 1      | 19†             | 8               | NU     | 1     | NU     | 1      | NU       | 5       | 10               | 4     | NU | 1                 | NU       | 190    |
| 5    | Jenson Button      | McLaren     | 1         | 14      | 2  | 18†     | 9         | 16†    | 16     | 8               | 10              | 2      | 6     | 1      | NU     | 2        | 4       | NU               | 5     | 4  | 5                 | 1        | 188    |
| 6    | Mark Webber        | Red Bull    | 4         | 4       | 4  | 4       | 11        | 1      | 7      | 4               | 1               | 8      | 8     | 6      | 20†    | 11       | 9       | 2                | 3     | NU | NU                | 4        | 179    |
| 7    | Felipe Massa       | Ferrari     | NU        | 15      | 13 | 9       | 15        | 6      | 10     | 16              | 4               | 12     | 9     | 5      | 4      | 8        | 2       | 4                | 6     | 7  | 4                 | 3        | 122    |
| 8    | Romain Grosjean    | Lotus       | NU        | NU      | 6  | 3       | 4         | NU     | 2      | NU              | 6               | 18     | 3     | NU     | EX     | 7        | 19†     | 7                | 9     | NU | 7                 | NU       | 96     |
| 9    | Nico Rosberg       | Mercedes    | 12        | 13      | 1  | 5       | 7         | 2      | 6      | 6               | 15              | 10     | 10    | 11     | 7      | 5        | NU      | NU               | 11    | NU | 13                | 15       | 93     |
| 10   | Sergio Pérez       | Sauber      | 8         | 2       | 11 | 11      | NU        | 11     | 3      | 9               | NU              | 6      | 14    | NU     | 2      | 10       | NU      | 11               | NU    | 15 | 11                | NU       | 66     |
| 11   | Nico Hülkenberg    | Force India | NU        | 9       | 15 | 12      | 10        | 8      | 12     | 5               | 12              | 9      | 11    | 4      | 21†    | 14       | 7       | 6                | 8     | NU | 8                 | 5        | 63     |
| 12   | Kamui Kobayashi    | Sauber      | 6         | NU      | 10 | 13      | 5         | NU     | 9      | NU              | 11              | 4      | 18†   | 13     | 9      | 13       | 3       | NU               | 14    | 6  | 14                | 9        | 60     |
| 13   | Michael Schumacher | Mercedes    | NU        | 10      | NU | 10      | NU        | NU     | NU     | 3               | 7               | 7      | NU    | 7      | 6      | NU       | 11      | 13               | 22†   | 11 | 16                | 7        | 49     |
| 14   | Paul di Resta      | Force India | 10        | 7       | 12 | 6       | 14        | 7      | 11     | 7               | NU              | 11     | 12    | 10     | 8      | 4        | 12      | 12               | 12    | 9  | 15                | 19†      | 46     |
| 15   | Pastor Maldonado   | Williams    | 13†       | 19†     | 8  | NU      | 1         | NU     | 13     | 12              | 16              | 15     | 13    | NU     | 11     | NU       | 8       | 14               | 16    | 5  | 9                 | NU       | 45     |
| 16   | Bruno Senna        | Williams    | 16†       | 6       | 7  | 22†     | NU        | 10     | 17     | 10              | 9               | 17     | 7     | 12     | 10     | 18†      | 14      | 15               | 10    | 8  | 10                | NU       | 31     |
| 17   | Jean-Éric Vergne   | STR         | 11        | 8       | 16 | 14      | 12        | 12     | 15     | NU              | 14              | 14     | 16    | 8      | NU     | NU       | 13      | 8                | 15    | 12 | NU                | 8        | 16     |
| 18   | Daniel Ricciardo   | STR         | 9         | 12      | 17 | 15      | 13        | NU     | 14     | 11              | 13              | 13     | 15    | 9      | 12     | 9        | 10      | 9                | 13    | 10 | 12                | 13       | 10     |
| 19   | Witalij Pietrow    | Caterham    | NU        | 16      | 18 | 16      | 17        | NU     | 19     | 13              | NW              | 16     | 19    | 14     | 15     | 19       | 17      | 16               | 17    | 16 | 17                | 11       | 0      |
| 20   | Timo Glock         | Marussia    | 14        | 17      | 19 | 19      | 18        | 14     | NU     | NW              | 18              | 22     | 21    | 15     | 17     | 12       | 16      | 18               | 20    | 14 | 19                | 16       | 0      |
| 21   | Charles Pic        | Marussia    | 15†       | 20      | 20 | NU      | NU        | NU     | 20     | 15              | 19              | 20     | 20    | 16     | 16     | 16       | NU      | 19               | 19    | NU | 20                | 12       | 0      |
| 22   | Heikki Kovalainen  | Caterham    | NU        | 18      | 23 | 17      | 16        | 13     | 18     | 14              | 17              | 19     | 17    | 17     | 14     | 15       | 15      | 17               | 18    | 13 | 18                | 14       | 0      |
| 23   | Jérôme d’Ambrosio  | Lotus       | –         | –       | –  | –       | –         | –      | –      | –               | –               | –      | –     | –      | 13     | –        | –       | –                | –     | –  | –                 | –        | 0      |
| 24   | Narain Karthikeyan | HRT         | NZ        | 22      | 22 | 21      | NU        | 15     | NU     | 18              | 21              | 23     | NU    | NU     | 19     | NU       | NU      | 20               | 21    | NU | 22                | 18       | 0      |
| 25   | Pedro de la Rosa   | HRT         | NZ        | 21      | 21 | 20      | 19        | NU     | NU     | 17              | 20              | 21     | 22    | 18     | 18     | 17       | 18      | NU               | NU    | 17 | 21                | 17       | 0      |
| Poz. | Kierowca           | Zespół      | Australia | Malezja |    | Bahrajn | Hiszpania | Monako | Kanada | Unia Europejska | Wielka Brytania | Niemcy | Węgry | Belgia | Włochy | Singapur | Japonia | Korea Południowa | Indie |    | Stany Zjednoczone | Brazylia | Punkty |

### Konstruktorzy
| Poz. | Konstruktor             | Nr | Australia | Malezja |    | Bahrajn | Hiszpania | Monako | Kanada | Unia Europejska | Wielka Brytania | Niemcy | Węgry | Belgia | Włochy | Singapur | Japonia | Korea Południowa | Indie |    | Stany Zjednoczone | Brazylia | Punkty |
| ---- | ----------------------- | -- | --------- | ------- | -- | ------- | --------- | ------ | ------ | --------------- | --------------- | ------ | ----- | ------ | ------ | -------- | ------- | ---------------- | ----- | -- | ----------------- | -------- | ------ |
| 1    | Red Bull Racing Renault | 1  | 2         | 11      | 5  | 1       | 6         | 4      | 4      | NU              | 3               | 5      | 4     | 2      | 22†    | 1        | 1       | 1                | 1     | 3  | 2                 | 6        | 460    |
| 1    | Red Bull Racing Renault | 2  | 4         | 4       | 4  | 4       | 11        | 1      | 7      | 4               | 1               | 8      | 8     | 6      | 20†    | 11       | 9       | 2                | 3     | NU | NU                | 4        | 460    |
| 2    | Ferrari                 | 5  | 5         | 1       | 9  | 7       | 2         | 3      | 5      | 1               | 2               | 1      | 5     | NU     | 3      | 3        | NU      | 3                | 2     | 2  | 3                 | 2        | 400    |
| 2    | Ferrari                 | 6  | NU        | 15      | 13 | 9       | 15        | 6      | 10     | 16              | 4               | 12     | 9     | 5      | 4      | 8        | 2       | 4                | 6     | 7  | 4                 | 3        | 400    |
| 3    | McLaren Mercedes        | 3  | 1         | 14      | 2  | 18†     | 9         | 16†    | 16     | 8               | 10              | 2      | 6     | 1      | NU     | 2        | 4       | NU               | 5     | 4  | 5                 | 1        | 378    |
| 3    | McLaren Mercedes        | 4  | 3         | 3       | 3  | 8       | 8         | 5      | 1      | 19†             | 8               | NU     | 1     | NU     | 1      | NU       | 5       | 10               | 4     | NU | 1                 | NU       | 378    |
| 4    | Lotus Renault           | 9  | 7         | 5       | 14 | 2       | 3         | 9      | 8      | 2               | 5               | 3      | 2     | 3      | 5      | 6        | 6       | 5                | 7     | 1  | 6                 | 10       | 303    |
| 4    | Lotus Renault           | 10 | NU        | NU      | 6  | 3       | 4         | NU     | 2      | NU              | 6               | 18     | 3     | NU     | 13     | 7        | 19†     | 7                | 9     | NU | 7                 | NU       | 303    |
| 5    | Mercedes                | 7  | NU        | 10      | NU | 10      | NU        | NU     | NU     | 3               | 7               | 7      | NU    | 7      | 6      | NU       | 11      | 13               | 22†   | 11 | 16                | 7        | 142    |
| 5    | Mercedes                | 8  | 12        | 13      | 1  | 5       | 7         | 2      | 6      | 6               | 15              | 10     | 10    | 11     | 7      | 5        | NU      | NU               | 11    | NU | 13                | 15       | 142    |
| 6    | Sauber Ferrari          | 14 | 6         | NU      | 10 | 13      | 5         | NU     | 9      | NU              | 11              | 4      | 18†   | 13     | 9      | 13       | 3       | NU               | 14    | 6  | 14                | 9        | 126    |
| 6    | Sauber Ferrari          | 15 | 8         | 2       | 11 | 11      | NU        | 11     | 3      | 9               | NU              | 6      | 14    | NU     | 2      | 10       | NU      | 11               | NU    | 15 | 11                | NU       | 126    |
| 7    | Force India Mercedes    | 11 | 10        | 7       | 12 | 6       | 14        | 7      | 11     | 5               | NU              | 11     | 12    | 10     | 8      | 4        | 12      | 12               | 12    | 9  | 15                | 19†      | 109    |
| 7    | Force India Mercedes    | 12 | NU        | 9       | 15 | 12      | 10        | 8      | 12     | 7               | 12              | 9      | 11    | 4      | 21†    | 14       | 7       | 6                | 8     | NU | 8                 | 5        | 109    |
| 8    | Williams Renault        | 18 | 13†       | 19†     | 8  | NU      | 1         | NU     | 13     | 12              | 16              | 15     | 13    | NU     | 11     | NU       | 8       | 14               | 16    | 5  | 9                 | NU       | 76     |
| 8    | Williams Renault        | 19 | 16†       | 6       | 7  | 22†     | NU        | 10     | 17     | 10              | 9               | 17     | 7     | 12     | 10     | 18†      | 14      | 15               | 10    | 8  | 10                | NU       | 76     |
| 9    | STR Ferrari             | 16 | 9         | 12      | 17 | 15      | 13        | NU     | 14     | 11              | 13              | 13     | 15    | 9      | 12     | 9        | 10      | 9                | 13    | 10 | 12                | 13       | 26     |
| 9    | STR Ferrari             | 17 | 11        | 8       | 16 | 14      | 12        | 12     | 15     | NU              | 14              | 14     | 16    | 8      | NU     | NU       | 13      | 8                | 15    | 12 | NU                | 8        | 26     |
| 10   | Caterham Renault        | 20 | NU        | 18      | 23 | 17      | 16        | 13     | 18     | 14              | 17              | 19     | 17    | 17     | 14     | 15       | 15      | 17               | 18    | 13 | 18                | 14       | 0      |
| 10   | Caterham Renault        | 21 | NU        | 16      | 18 | 16      | 17        | NU     | 19     | 13              | NU              | 16     | 19    | 14     | 15     | 19       | 17      | 16               | 17    | 16 | 17                | 11       | 0      |
| 11   | Marussia Cosworth       | 24 | 14        | 17      | 19 | 19      | 18        | 14     | NU     | NW              | 18              | 22     | 21    | 15     | 17     | 12       | 16      | 18               | 20    | 14 | 19                | 16       | 0      |
| 11   | Marussia Cosworth       | 25 | 15†       | 20      | 20 | NU      | NU        | NU     | 20     | 15              | 19              | 20     | 20    | 16     | 16     | 16       | NU      | 19               | 19    | NU | 20                | 12       | 0      |
| 12   | HRT Cosworth            | 22 | NZ        | 21      | 21 | 20      | 19        | NU     | NU     | 17              | 22              | 21     | 22    | 18     | 18     | 17       | 18      | NU               | NU    | 17 | 21                | 17       | 0      |
| 12   | HRT Cosworth            | 23 | NZ        | 22      | 22 | 21      | NU        | 15     | NU     | 18              | 23              | 23     | NU    | NU     | 19     | NU       | NU      | 20               | 21    | NU | 22                | 18       | 0      |
| Poz. | Konstruktor             | Nr | Australia | Malezja |    | Bahrajn | Hiszpania | Monako | Kanada | Unia Europejska | Wielka Brytania | Niemcy | Węgry | Belgia | Włochy | Singapur | Japonia | Korea Południowa | Indie |    | Stany Zjednoczone | Brazylia | Punkty |